# San Pedro de los Milagros
San Pedro de los Milagros è un comune della Colombia facente parte del dipartimento di Antioquia.
Il centro abitato venne fondato nel 1757, mentre l'istituzione del comune è del 1813.